# 中森泰弘
中森 泰弘（なかもり やすひろ）は、日本のギタリスト。
ロックバンドのヒックスヴィル、ましまろ、SOLEIL、ジョンB &ザ・ドーナッツ!、Oh!Roony!!に在籍。
かせきさいだぁ、キリンジ、櫛引彩香、カーネーション、Soggy Cheerios、ギャランティーク和恵、ヨシンバなどのレコーディングやライブに参加。写真家としても活動。

## 経歴
福岡県立嘉穂高等学校→日本大学芸術学部写真学科卒業。
1989年　ロッテンハッツに参加。
1994年　ロッテンハッツ解散後、木暮晋也、真城めぐみとヒックスヴィルを結成。
2015年　真島昌利、真城めぐみと新バンド・ましまろを結成。5月13日「ガランとしてる」でデビュー。
2018年　SOLEILのメンバーとして活動開始。
2019年　3月3日　中森泰弘の還暦を祝したライブイベント「ヒックスヴィル25年・フラカン30年・中森泰弘60年」が東京・Zher the ZOO YOYOGIで開催。5月20日　自身のInstagramアカウントでSOLEIL脱退を発表。
2020年　サンコンJr.と鹿島達也とスリーピースバンドOh! Roony!!を結成。1月23日、中森主宰のイベント「中森泰弘アワー"Hi,Hi,Hi"」を開催。
- 1回目ゲスト:Soggy Cheerios（鈴木惣一朗&直枝政広）@下北沢 風知空知
- 2回目ゲスト:それいゆ※コロナ禍による配信ライブ

2021年　1月9日～24日まで京都・トランスポップギャラリーにて【アンザイさいだぁプラス】（安斎肇+かせきさいだぁ+中森泰弘+ヨーロッパ企画+DAISAK+ANI）に、中森は写真家として参加。1月24日　NT Connection主宰「NT Connection Presents at440!」にてOh! Roony!!の初ライブをEG with NTC BANDとのツーマンで無観客配信ライブを行った。